# 賴特城 (密蘇里州)
賴特城（英語：Wright City）是位於美國密蘇里州沃倫縣的城市。

## 人口
根據2020年美國人口普查的數據，賴特城的面積為15.95平方千米，當中陸地面積為15.70平方千米，而水域面積為0.25平方千米。當地共有人口4881人，而人口密度為每平方千米306人。